# Ренфроу (Оклахома)
Ренфроу (енгл. Renfrow) град је у америчкој савезној држави Оклахома.

## Демографија
По попису из 2010. године број становника је 12, што је 4 (-25,0%) становника мање него 2000. године.
| Група             | 2000.       | 2010.       |
| Белци             | 16 (100,0%) | 12 (100,0%) |
| Афроамериканци    | 0 (0,0%)    | 0 (0,0%)    |
| Азијати           | 0 (0,0%)    | 0 (0,0%)    |
| Хиспаноамериканци | 0 (0,0%)    | 0 (0,0%)    |
| Укупно            | 16          | 12          |